# Diamanten-halssnoeraffaire

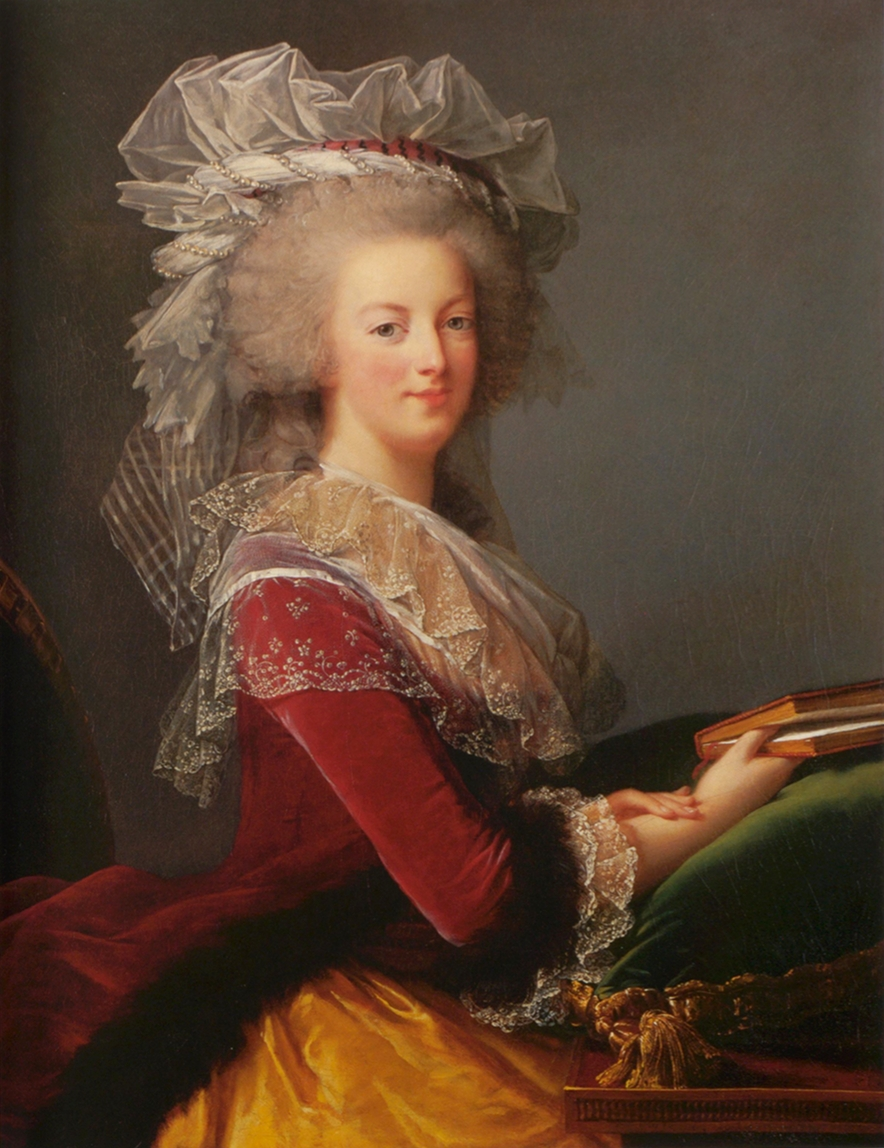
Koningin Marie Antoinette in 1785

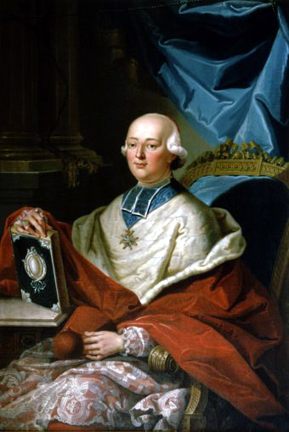
Kardinaal Lodewijk René Eduard de Rohan

De diamanten-halssnoeraffaire (Frans: affaire du collier de la reine) is een schandaal dat speelde in de jaren 80 van de 18e eeuw aan het Franse hof. Historisch is de gebeurtenis van belang, omdat het een van de (indirecte) aanleidingen was voor de Franse Revolutie.

## Het halssnoer
De Parijse juweliers Böhmer en Bassenge hadden jarenlang diamanten verzameld voor een collier dat zij hoopten te verkopen aan de maîtresse van koning Lodewijk XV, Madame du Barry. Na zijn dood in 1774 boden zij het aan Lodewijk XVI aan als geschenk voor zijn vrouw Marie Antoinette. Vanwege de hoge prijs van 1,8 miljoen livres (en omdat het eerder aan de maîtresse was aangeboden) weigerde Marie Antoinette echter. Zij zou daarbij gezegd hebben dat het geld beter besteed kon worden aan het uitrusten van een marineschip. Hierna probeerden de juweliers het collier te verkopen in het buitenland, in het bijzonder aan de sultan van Turkije, wat uiteindelijk ook niet lukte.
Na de geboorte van de dauphin Lodewijk Jozef in 1781 boden zij het wederom aan Marie Antoinette aan en opnieuw weigerde zij.

## Kardinaal de Rohan
Kardinaal Lodewijk René Eduard de Rohan, prins-bisschop van Straatsburg en voormalig ambassadeur te Wenen, probeerde in die tijd in de gunst te komen van de koningin, om zich zo op te werken tot eerste minister. Zij moest niets van hem hebben, omdat hij zich tijdens zijn ambassadeurschap negatief zou hebben uitgelaten over haar moeder de Oostenrijkse keizerin Maria Theresia.
De ambities van de kardinaal en het ongenoegen van de koningin werden ontdekt door Jeanne de la Motte (geboren Jeanne de Valois-Saint-Rémy). Zij was een afstammeling van een onwettig kind van koning Hendrik II en gebruikte ten onrechte de titel van gravin de la Motte Valois. Ze liet voorkomen dat zij een gunstelinge van de koningin was, terwijl ze Marie Antoinette nog nooit had ontmoet.. 

In 1783 kwam zij in contact met de Rohan, met wie ze vermoedelijk een korte affaire had. Ook hem wist ze te overtuigen dat ze goed bevriend was met Marie Antoinette. Zij bood aan een goed woordje te doen bij de vorstin in ruil voor geld. Dit was het begin van een briefwisseling tussen de Rohan en (naar hij meende) de koningin. In werkelijkheid schreef Jeanne de la Motte de brieven samen met Réteaux de Vilette: haar minnaar en een goed vervalser. De brieven werden altijd ondertekend met "Marie Antoinette de France". Toendertijd vond men het al vreemd dat de Rohan niet leek te weten dat de koningin haar brieven gesigneerd zou hebben met slechts "Marie Antoinette". 

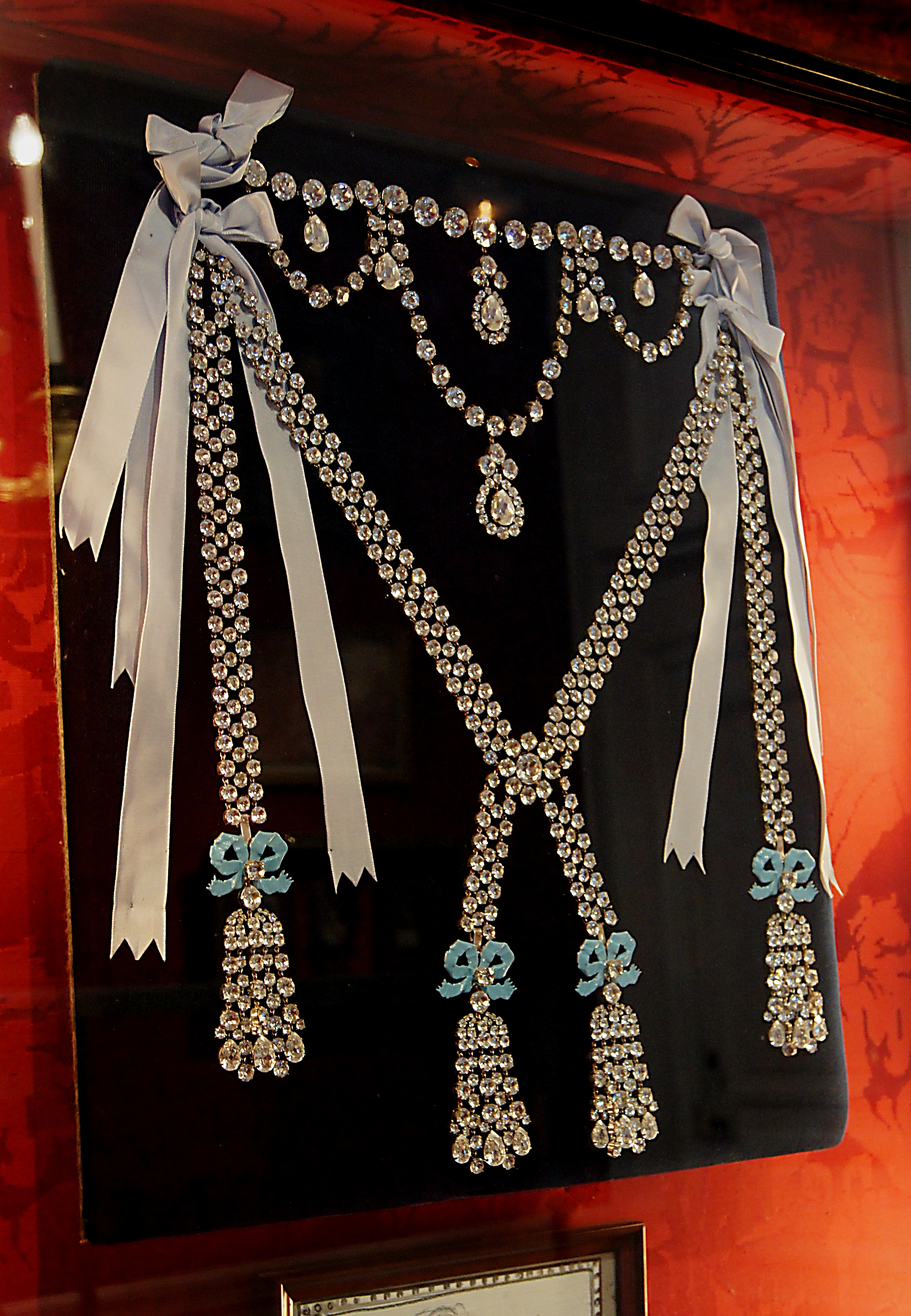
Replica van het halssnoer, Château de Breteuil, Frankrijk

De toon van de brieven werd steeds vriendelijker en de kardinaal verstoutte zich daardoor om bij de gravin te vragen of zij een ontmoeting kon regelen met de koningin. Deze geheime ontmoeting vond 's avonds plaats, tussen tien en elf uur, op 10 augustus 1784, in de tuinen van Kasteel van Versailles. De la Motte had hiervoor de hulp ingeroepen van een jonge prostituée, Nicole de la Guay, ook wel Barones d'Oliva genoemd, die enigszins gelijkenis vertoonde met de koningin. Deze zei bij hun enige rendez-vous tegen de Rohan dat ze als koningin bereid was alle geschillen uit het verleden te vergeten en liet een roos voor hem achter.

## Diefstal van het halssnoer
Het kwam ook de juweliers Böhmer en Bessange ter ore dat Jeanne de la Motte een vertrouwelinge van Marie Antoinette zou zijn. Zij vroegen haar te bemiddelen bij de koningin zodat die alsnog het halssnoer zou kopen, waarmee de la Motte instemde. 
Op 21 januari 1785 liet Jeanne de la Motte de Rohan weten dat de koningin inderdaad het collier wilde kopen, maar discreet via een tussenpersoon. Hierop begon de Rohan  – de volmacht van de 'koningin' hebbende – onderhandelingen met de juweliers. Hij sprak met hen af dat het bedrag in vier termijnen betaald zou worden, op voorwaarde dat het halssnoer vóór de eerste termijn overhandigd zou worden. Hij ging met de ketting naar het huis van Jeanne de la Motte, waar een 'gezant van de koningin' klaar stond om het sieraad in ontvangst te nemen en aan de koningin te overhandigen. In werkelijkheid was dit echter Rétaux de Villette, de vervalser. Hij verdween met het sieraad en snel daarna begonnen de la Motte en hij de stenen (ver onder de werkelijke waarde) te verkopen in (o.a.) Londen.
Toen de eerste betalingstermijn verstreek en  de Rohan niet aan zijn verplichtingen kon voldoen, wendde Böhmer zich tot Marie Antoinette. Deze antwoordde dat zij het collier niet had noch het ooit besteld had. Daarop werd haar en de koning het gehele verhaal uit de doeken gedaan. In augustus 1785 werden de kardinaal, de in die tijd beroemde Italiaanse occultist Cagliostro die op uitnodiging van de Rohan in Parijs was, en Jeanne de la Motte vlak na elkaar gearresteerd. De Rohan en de la Motte hadden hun papieren, waaronder de vervalste correspondentie met Marie Antoinette, nog voordien kunnen vernietigen. Later werden ook Nicole de la Guay en Rétaux de Villette gearresteerd.

## Het proces
Een dergelijke netelige affaire die de koningin en een kardinaal in opspraak bracht zou normaal gezien in stilte geregeld worden, maar de koningin eiste, op advies van minister De Breteuil, dat de kardinaal openbaar berecht zou worden. Lodewijk XVI ging hierin mee, aangezet door vijanden van de Rohan. De hele affaire werd door het publiek op de voet gevolgd en de publieke opinie, opgeruid door pamfletten, keerde zich tegen de koningin.
In het daaropvolgende proces voor het Parlement van Parijs op 31 mei 1786, werd de kardinaal vrijgesproken maar wel verbannen naar zijn abdij van La Chaise-Dieu. Jeanne de la Motte werd veroordeeld tot zweepslagen, brandmerken en levenslange gevangenisstraf (zij wist echter een jaar later uit de gevangenis te ontsnappen).  
Ook Cagliostro werd vrijgesproken maar moest Frankrijk verlaten.  Villette werd levenslang verbannen; hij werd gezien als een werktuig van de la Motte. Nicole de la Guay, die Marie Antoinette had gespeeld in het park van Versailles, werd vrijgesproken wegens gebrek aan bewijs. 
Algemeen wordt aangenomen dat Marie Antoinette in dit verhaal nauwelijks blaam treft. Zij was echter al, met name door haar Oostenrijkse afkomst en spilzieke leefwijze, (te) zeer ongeliefd in de straten van Parijs. Door het sensationele proces werd algemeen aangenomen dat zij de la Motte (– de Valois) had gebruikt om wraak te nemen op de kardinaal. Het schandaal bracht het aanzien van de monarchie ernstige schade toe: het was mede van betekenis voor de (anti-monarchistische) stemming die het Franse volk in 1789 rijp zou maken voor de Revolutie.